# SMS Freya
El SMS Freya fue un crucero protegido (Großer Kreuzer en alemán) de la Armada imperial alemana, perteneciente a la clase Victoria Louise, construidos en las postrimerías del siglo XIX.

## Construcción
El Freya fue construido en el astillero Kaiserliche Werft de Danzig. Su puesta en grada se realizó en enero de 1896, fue botado el 27 de abril de 1897 y completado en octubre de 1898, con un coste total de 11 094 000 marcos.

## Diseño

### Dimensiones y maquinaria
El Freya tenía una eslora de 109,8 metros a nivel de la línea de flotación y total de 110,69 metros, con una manga máxima de 17,42 metros y un calado máximo de 6,90 metros, un desplazamiento estándar de 5660 t y de 6491 t a plena carga. El buque usaba para desplazarse tres máquinas de vapor de triple expansión que accionaban tres hélices con una potencia de 10 000 CV, la cuales le proporcionaban una velocidad máxima de 19,5 nudos.
Entre 1905 y 1911, los buques de la clase Victoria Louise fueron modernizados. Se reemplazaron sus calderas, y sus tres chimeneas originales fueron reducidas a dos.

### Blindaje y armamento
El Freya estaba protegido por una placa de blindaje de 101 mm en su cubierta. Su armamento estaba compuesto por una mezcla de calibres. Su armamento principal consistía en dos cañones de 204 mm montados en torretas simples, una a proa y otra a popa. Su batería secundaria estaba formada por ocho cañones de 150 mm montados en casamatas, 4 a lo largo de cada banda, junto a 10 piezas de 88 mm, también en casamatas, dispuestas a lo largo de las bandas. El buque también estaba armado con tres tubos lanzatorpedos de 450 mm.

## Historial de servicio
Al inicio de la Primera Guerra Mundial, el Freya fue asignado a tareas de defensa costera. Aunque fue retirado del servicio de primera línea, desde noviembre de 1914 siguió prestando servicio como buque cuartel. En abril de 1915, fue designado buque de entrenamiento y sirvió con dicha función hasta el final de la contienda. En 1921, el Freya fue vendido para su desguace en Hamburgo.

### Buques de la clase
• SMS Victoria Louise
• SMS Hertha
• SMS Vineta
• SMS Hansa

### Listas relacionadas
Buques de la Kaiserliche Marine